# Папандопуло, Эмануил Григорьевич
Эмануил Григорьевич Папандопуло (? — 1810 год, под Шумлой) — российский военный деятель.

## Биография
Эмануил Григорьевич Папандопуло воспитывался в шляхетном корпусе.
Папандопуло активно принимал участие в русско-турецкой войне, и, в частности, штурмовал Очаков.
В 1803 году Папандопуло сформировал из каменецкого гарнизона отряд, во главе которого на следующий год отправился в Корфу, где занимался устройством регулярной армии Ионической республики.
В 1805 году он ходил с русской эскадрой в Неаполь; затем командовал нашими войсками в Бока-ди-Каттаро и успешно участвовал в штурме Кастель-Нуово.
В 1806 году Папандопуло, командуя колыванским пехотным полком и греческим легионом, успешно противодействовал Али-паше Янинскому.
В составе молдавской армии Папандопуло отличился в русско-турецкой войне (1806—1812), но в 1810 году был убит под Шумлой.
Дочь его, Мария Эммануиловна (умерла в Одессе в январе 1873 году), воспитанница Екатерининского института в Санкт-Петербурге (выпуск 1823 года), приобрела известность в Одессе своей благотворительностью и полезными трудами в местном женском благотворительном Обществе.